# McDonnell Douglas DC-9
El McDonnell Douglas DC-9 (conegut inicialment com a Douglas DC-9) és un avió de passatgers bireactor de fuselatge estret fabricat per Douglas i, posteriorment, McDonnell Douglas. Emprengué el seu primer vol i entrà en servei amb les aerolínies el 1965. El DC-9 estava dissenyat per a vols curts i freqüents. Igual que el Sud Aviation Caravelle, porta els motors a la part posterior del fuselatge. L'última unitat fabricada fou lliurada al seu comprador l'octubre del 1982.

## Especificacions

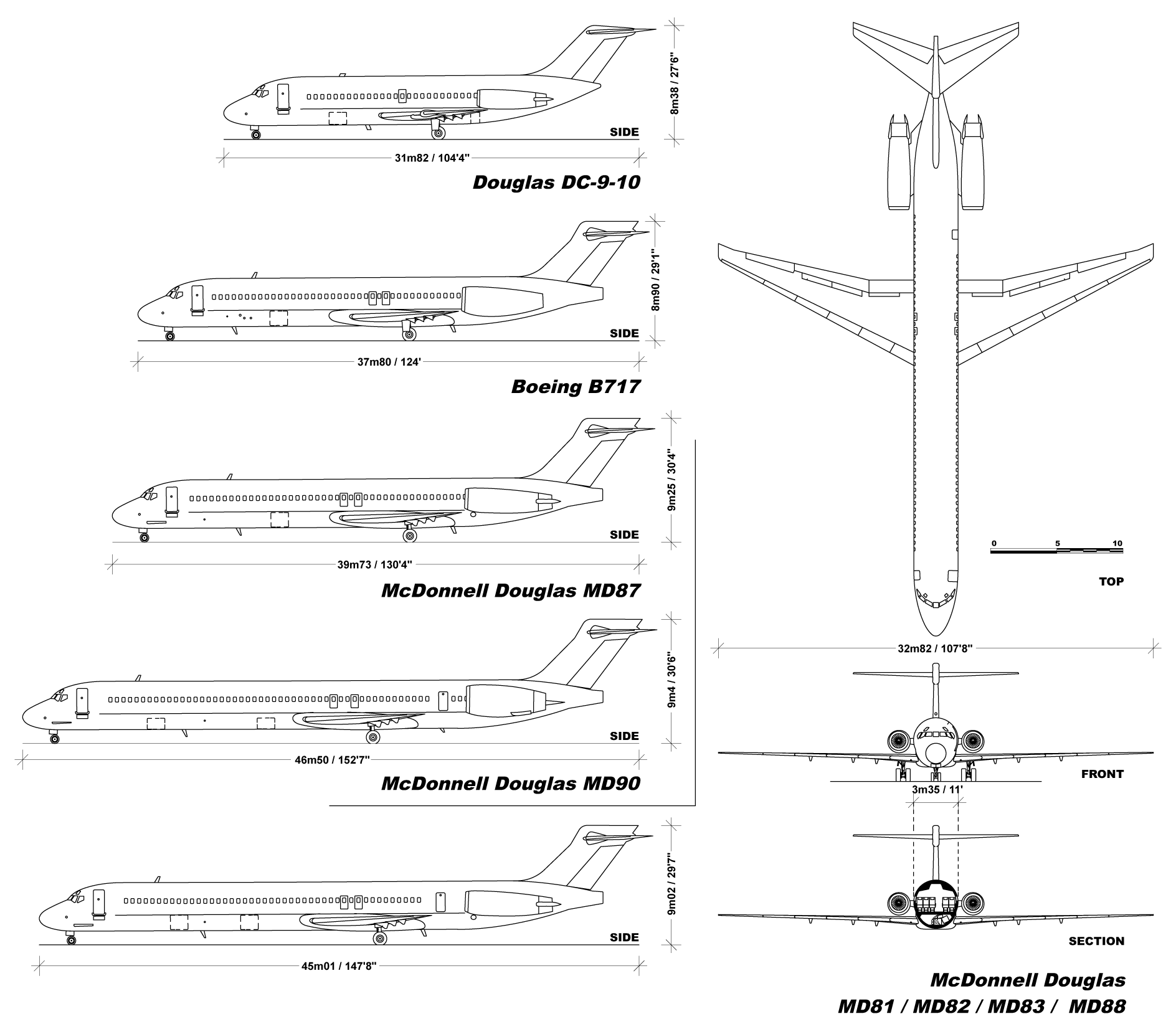
Comparasió del McDonnell Douglas DC-9, Boeing 717 i les diverses versions dels McDonnell Douglas MD-80.

| Variant                                    | -15 | -21 | -32 | -41 | -51 |
| ------------------------------------------ | --- | --- | --- | --- | --- |
| Tripulació de vol:66                       | Dos | Dos | Dos | Dos | Dos |
| Seients en 1 classe:15–18                  | 90Y@31-32" | 90Y@31-32" | 115Y@31-33" | 125@31-34" | 135@32-33" |
| Màxim de persones a bord:80                | 109 | 109 | 127 | 128 | 139 |
| Càrrega:4                                  | 600 ft³ / 17.0m³ | 600 ft³ / 17.0m³ | 895 ft³ / 25.3m³ | 1,019 ft³ / 28.9m³ | 1,174 ft³ / 33.2m³ |
| Longitud:5–9                               | 104 ft 4.8in / 31.82m | 104 ft 4.8in / 31.82m | 119 ft 3.6in / 36.36m | 125 ft 7.2in / 38.28m | 133 ft 7in / 40.72m |
| Envergadura alar:10–14                     | 89 ft 4.8in / 27.25m | 93 ft 3.6in / 28.44m | 93 ft 3.6in / 28.44m | 93 ft 3.6in / 28.44m | 93 ft 4.2in / 28.45m |
| Alçada:10–14                               | 27 ft 7in / 8.4m | 27 ft 7in / 8.4m | 27 ft 9in / 8.5m | 28 ft 5in / 8.7m | 28 ft 9in / 8.8m |
| Amplada                                    | 131.6in / 334.3 cm Fuselatge,:23 122.4in / 311cm Cabina:24                                                                       | 131.6in / 334.3 cm Fuselatge,:23 122.4in / 311cm Cabina:24                                                                       | 131.6in / 334.3 cm Fuselatge,:23 122.4in / 311cm Cabina:24                                                                       | 131.6in / 334.3 cm Fuselatge,:23 122.4in / 311cm Cabina:24                                                                       | 131.6in / 334.3 cm Fuselatge,:23 122.4in / 311cm Cabina:24                                                                       |
| Pes màxim a l'envol:4                      | 90,700 lb / 41,141 kg | 98,000 lb / 45,359 kg | 108,000 lb / 48,988 kg | 114,000 lb / 51,710 kg | 121,000 lb / 54,885 kg |
| Pes en buit:4                              | 49,162 lb / 22,300 kg | 52,644 lb / 23,879 kg | 56,855 lb / 25,789 kg | 61,335 lb / 27,821 kg | 64,675 lb / 29,336 kg |
| Combustible:4                              | 24,743 lb / 11,223 kg | 24,743 lb / 11,223 kg | 24,649 lb / 11,181 kg | 24,649 lb / 11,181 kg | 24,649 lb / 11,181 kg |
| Motors (2×)                                | JT8D-1/5/7/9/11/15/17 | -9/11 | -1/5/7/9/11/15/17 | -9/11/15/17 | -15/17 |
| Empenyiment (2×)                           | -1/7: 14,000 lbf (62 kN), -5/-9: 12,250 lbf (54.5 kN), -11: 15,000 lbf (67 kN), -15: 15,500 lbf (69 kN), -17: 16,000 lbf (71 kN) | -1/7: 14,000 lbf (62 kN), -5/-9: 12,250 lbf (54.5 kN), -11: 15,000 lbf (67 kN), -15: 15,500 lbf (69 kN), -17: 16,000 lbf (71 kN) | -1/7: 14,000 lbf (62 kN), -5/-9: 12,250 lbf (54.5 kN), -11: 15,000 lbf (67 kN), -15: 15,500 lbf (69 kN), -17: 16,000 lbf (71 kN) | -1/7: 14,000 lbf (62 kN), -5/-9: 12,250 lbf (54.5 kN), -11: 15,000 lbf (67 kN), -15: 15,500 lbf (69 kN), -17: 16,000 lbf (71 kN) | -1/7: 14,000 lbf (62 kN), -5/-9: 12,250 lbf (54.5 kN), -11: 15,000 lbf (67 kN), -15: 15,500 lbf (69 kN), -17: 16,000 lbf (71 kN) |
| Altitud màxima:67                          | 35,000 ft (11,000 m) | 35,000 ft (11,000 m) | 35,000 ft (11,000 m) | 35,000 ft (11,000 m) | 35,000 ft (11,000 m) |
| MMo (velocitat màxima a altituds elevades) | Mach 0.84 (484 kn; 897 km/h) | Mach 0.84 (484 kn; 897 km/h) | Mach 0.84 (484 kn; 897 km/h) | Mach 0.84 (484 kn; 897 km/h) | Mach 0.84 (484 kn; 897 km/h) |
| Abast:36–45                                | 1,300 nmi (2,400 km) | 1,500 nmi (2,800 km) | 1,500 nmi (2,800 km) | 1,200 nmi (2,200 km) | 1,300 nmi (2,400 km) |

1. 1 2  -15F Cargo: 2,762 ft³ / 78.2m³, Empty: 53,200 lb / 24,131 kg
2. 1 2  -33F Cargo: 4,195 ft³ / 119.0m³, Empty: 56,430 lb / 25,596 kg